# Lizant
Lizant ist eine französische Gemeinde mit 381 Einwohnern (Stand: 1. Januar 2022) im Département Vienne in der Region Nouvelle-Aquitaine (vor 2016 Poitou-Charentes). Die Gemeinde gehört zum Arrondissement Montmorillon und zum Kanton Civray. 

## Lage
Lizant liegt etwa 56 Kilometer südsüdwestlich von Poitiers am Fluss Charente, die die Gemeinde im Westen begrenzt. Umgeben wird Lizant von den Nachbargemeinden Saint-Gaudent im Norden, Genouillé im Osten und Nordosten, Nanteuil-en-Vallée im Süden und Südosten, Taizé-Aizie im Süden und Westen sowie Voulême im Westen und Nordwesten.

## Bevölkerungsentwicklung
| Jahr                      | 1962 | 1968 | 1975 | 1982 | 1990 | 1999 | 2006 | 2013 |
| Einwohner                 | 553  | 517  | 502  | 526  | 508  | 443  | 459  | 429  |
| Quelle: Cassini und INSEE |      |      |      |      |      |      |      |      |

## Sehenswürdigkeiten
- Kirche Ste-Radegonde-St-Junien aus dem 15. Jahrhundert (siehe auch: Liste der Monuments historiques in Lizant)
- Turmhaus aus dem 12. Jahrhundert